# Rivière McKenzie
Rivière McKenzie är ett vattendrag i Kanada.   Det ligger i provinsen Québec, i den sydöstra delen av landet, 300 km nordväst om huvudstaden Ottawa.
I omgivningarna runt Rivière McKenzie växer i huvudsak blandskog. Trakten runt Rivière McKenzie är nära nog obefolkad, med mindre än två invånare per kvadratkilometer.